# Streličarstvo
Streličarstvo je sport preciznosti u kojemu je cilj pogoditi metu strijelom. Najčešće discipline su luk i strijela te samostrel. Streličarstvo spada u streljačke sportove, iako se pod streljaštvom u užem smislu češće podrazumijevaju discipline gađanja vatrenim oružjem kao što su pištolj i puška.
Streličarstvo je jedan od standardnih olimpijskih sportova još od Olimpijskih igara u Parizu 1900. godine.

## Discipline gađanja lukom i strijelom
Dvije su osnovne discipline gađanja lukom i strijelom: gađanje u metu (target) te gađanje u polju (field). Gađanje u metu se izvodi u dvorani na udaljenosti mete od 18 do 25 metara, te na otvorenom uz udaljenosti mete na 90, 70, 50 i 30 metara za muškarce te 70, 60, 50 i 30 metara za žene. Natjecanje se izvodi s 3 strijele na 30 i 50 metara, odnosno 6 strijela na 70 i 90 metara (60 i 70 metara kod žena), nakon kojih natjecatelji prilaze metama i zbrajaju pogotke. Vrijeme za ispucavanje strijela za svaki krug je ograničeno. Meta je oblika koncentričnih krugova, gdje pogodak u unutarnji krug donosi 10 bodova, sve do najšireg kruga koji donosi jedan bod. Kod natjecanja u polju gađa se na često neravnom terenu i to u mete na različitim udaljenostima.
Treća disciplina koja u posljednje vrijeme okuplja sve više zainteresiranih je 3D streličarstvo u kojem se na udaljenostima od 5 – 45 metara gađaju trodimenzionalne makete životinja u prirodnoj veličini i izvornom ambijentu. Jedna staza se sastoji od 28 meta koje se gađaju sa samo jednom strelicom.

## Discipline gađanja samostrijelom
IAU
Prema IAU u samostrijelu postoje dvije glavne discipline. Prva je disciplina gađanja u metu (match) kod koje se gađa u dvorani ili na otvorenom, na udaljenosti od 10 metara stojeći stav, te 30 metara stojeći i klečeći stav. Tipično se gađa po 60 strelica muški, odnosno 40 strelica žene. Disciplina u polju (field) sastoji se od dvodnevnog natjecanja, s po 30 strelica na udaljenostima od 65, 50 i 35 metara oba dana, dakle ukupno u natjecanju 180 hitaca.
WCSA
World Crossbow Shooting Association (WCSA) jecorganizirala natjecanja u sljedećim disciplinama: Target, Target match play, Forest, Forest match play, 3D, Bench & prone target i Indoor target.

## Vanjske poveznice
- FITA – Svjetska streličarska federacija  Arhivirana inačica izvorne stranice od 22. veljače 2011. (Wayback Machine)
- IAU – Međunarodna samostrelska unija  Arhivirana inačica izvorne stranice od 16. srpnja 2020. (Wayback Machine)
- WCSA – Svjetska samostrelska asocijacija
- Hrvatski streličarski savez
- Stranice hrvatskog samostrela (field i match)